# Shadrach Bond
Shadrach Bond (Frederick, Maryland, 24 de noviembre de 1773 - Kaskaskia, Illinois, 12 de abril de 1832) fue un representante del territorio de Illinois en el Congreso de los Estados Unidos. En 1818, fue elegido el primer gobernador de Illinois, se convirtió en el primer jefe ejecutivo del estado. Fue un ejemplo de la política estadounidense durante la Era de los Buenos Sentimientos, ya que Bond fue elegido para ambos puestos sin ningún tipo de oposición.